# Brachymeria paolii
Brachymeria paolii är en stekelart som beskrevs av Masi 1929. Brachymeria paolii ingår i släktet Brachymeria och familjen bredlårsteklar. Inga underarter finns listade.